# Christian Gottlob von Voigt der Jüngere
Christian Gottlob Voigt, genannt der Jüngere, ab Januar 1807 von Voigt (* 27. August 1774 in Allstedt; † 19. Mai 1813 in Weimar) war ein deutscher Verwaltungsjurist im Herzogtum Sachsen-Weimar-Eisenach.

## Leben
Christian Gottlob Voigt war der Sohn des Dichters und hohen Verwaltungsjuristen Christian Gottlob (von) Voigt (dem Älteren, 1743‒1819) und seiner Ehefrau Johanna Victoria geb. Hufeland (1741–1815). Unter der Leitung seiner Eltern erhielt er in Weimar eine sorgfältige Erziehung und wurde u. a. von Johann Gottfried Herder unterrichtet; er besuchte keine öffentliche Schule, sondern wurde schon mit 14 Jahren in der Universität in Jena eingeschrieben.
Nach einem Jurastudium wurde er am 14. April 1796 als Assessor bei der Weimarer Regierung eingestellt, wo sein Vater zugleich Minister (Mitglied des Geheimen Consiliums) und Leiter des Geheimen Archivs war. 1797 erhielt er in dieser Tätigkeit Stimmrecht; 1799 wurde er Regierungsrat.
Neben der Regierungstätigkeit wurde er zu mehreren diplomatischen Missionen hinzugezogen. Er war auch damit betraut, dem Erbprinzen Carl Friedrich die Rechtslehre nahezubringen; dafür verlieh ihm die Juristische Fakultät der Universität Jena am 26. Juli 1800 die Ehrendoktorwürde. Im selben Jahr erhielt er den Titel Comes Palatinus Caesareus (Hofpfalzgraf).
1802 wurde er zusätzlich als Geheimer Archivar unmittelbarer Untergebener seines Vaters.  Ab 1803 war er auch Mitglied der General-Polizei-Direktion. 1807 wurde er zusammen mit seinem Vater nobilitiert und rückte zum Geheimen Regierungsrat auf.
Voigt verehelichte sich am 24. August 1798 mit Amalie Henriette Caroline Ludecus (* September 1778, † 4. Oktober 1840), Tochter des Geheimen Sekretärs Johann August Ludecus und seiner ersten Ehefrau Friederike geb. Kirms († Oktober 1789), Schwester des Verwalters des Weimarer Theaters Franz Kirms (1750‒1826). Sie ließen sich 1809 nach elfjähriger Ehe scheiden. Am 24. November 1811 heiratete er Henriette von Herder geb. Schmidt (1775–1837, Schwester des Schauspielers Heinrich Schmidt); sie war die Witwe seines Freundes, des Hofmedikus Gottfried (von) Herder (1774–1806), Johann Gottfried Herders ältestem Sohn, und brachte drei Töchter in die Ehe. Ein neugeborener Sohn starb im September 1812.
Im April 1813 wurde Voigt mit seinem Freund, dem Hofmarschall Freiherrn Spiegel von Peckelsheim, wegen eines Missverständnisses der französischen Militärbehörden auf Befehl des französischen Marschalls Michel Ney verhaftet und auf den Petersberg in Erfurt abgeführt; die beiden Inhaftierten sollten erschossen werden. Auf Verwendung der Herzogin Luise wurden sie von Napoleon selbst wieder freigelassen; die Angst vor seiner geplanten Hinrichtung hatte Voigt jedoch so erschüttert, dass er im Mai einem Fieber erlag.

## Nachweise
1. ↑  Sein Vater Chr. G. Voigt d. Ä. wurde am 30. Januar 1807 in den erblichen Adelsstand erhoben, so dass auch der Sohn von da an den Namenszusatz von trug.
2. ↑  Todesanzeige und Beisetzungsbericht in Weimarisches Wochenblatt vom 21. und 25. Mai 1813, S. 151 und 155f.
3. ↑  Nekrolog (Tümmler 1967, S. 272f.); eingeschrieben als „Christian Gottlob Voigt“ am 12. Januar 1789 (Matrikel der Universität Jena 1764‒1801, S. 99v).
4. ↑  Weimarische Wöchentliche Anzeigen vom 23. April 1796, S. 129; Hochfürstl. S. Weimar- und Eisenachscher Hof- und Addreß-Calender, auf das Jahr 1797, S. 20; vgl. S. 17 für den Vater.
5. ↑  Hofkalender 1798 S. 20; 1799 S. 20.
6. ↑  Jahn 1868, S. 100.
7. ↑  Intelligenzblatt der Allgemeinen Literatur-Zeitung Nr. 119 vom 9. August 1800, Spalte 1024.
8. ↑  laut Nekrolog (Tümmler 1967, S. 276) vom Fürstenhaus Schwarzburg; der Hintergrund ist nicht bekannt.
9. ↑  Hofkalender 1802, S. 17 und S. 20.
10. ↑  Hofkalender 1803, S. 73.
11. ↑  Weimarisches Wochenblatt vom 28. März 1807, S. 119; Hofkalender 1808, S. 20.
12. ↑  Weimarische Wöchentliche Anzeigen vom 25. August 1798, S. 270.
13. ↑  Getauft am 23. September 1778 (Weimarische Wöchentliche Anzeigen vom 26. September 1778, S. 316f.).
14. ↑  Todesanzeige und Dank in Beilage zur Weimarischen Zeitung vom 7. und 14. Oktober 1840, Inserat 1765 und 1932.
15. ↑  Weimarische Wöchentliche Anzeigen vom 17. Oktober 1789, S. 330. Amalies Stiefmutter war Caroline Ludecus geb. Kotzebue (1755‒1827).
16. ↑  Vgl. Neuer Nekrolog der Deutschen 18. Jg. 1840, Weimar 1842, S. 994‒997 (mit falschem Geburtsjahr).
17. ↑  Weimarisches Wochenblatt vom 29. November 1811, S. 394.
18. ↑  Weimarisches Wochenblatt vom 6. Oktober 1812, S. 346.
19. ↑  Jahn 1868, S. 101f.

| Personendaten    | Personendaten                                          |
| ---------------- | ------------------------------------------------------ |
| NAME             | Voigt der Jüngere, Christian Gottlob von               |
| ALTERNATIVNAMEN  | Voigt, Christian Gottlob; Voigt, Christian Gottlob von |
| KURZBESCHREIBUNG | deutscher Verwaltungsjurist                            |
| GEBURTSDATUM     | 27. August 1774                                        |
| GEBURTSORT       | Allstedt                                               |
| STERBEDATUM      | 19. Mai 1813                                           |
| STERBEORT        | Weimar                                                 |